# Интроит
Интро́ит (входное песнопение, от лат. introitus — «вступление, вход») в западных литургических обрядах — один из элементов литургии, входящий в состав начальных обрядов и открывающий собой мессу. Является частью католического (западных обрядов) и лютеранского богослужений. Во время интроита совершается вход предстоятеля литургии, сопровождаемый песнопением, которое также называется интроитом, или входным антифоном.
Интроит (текстомузыкальная форма) относится к проприю, состоит из собственно антифона (короткой мелодии невменного типа) и псалма (каждый стих которого распевается на формульный псалмовый тон), приуроченных к календарному церковному празднику или связанных с памятью святого данного дня. Ряд воскресений литургического года получили своё имя по первым словам исполняемого в этот день интроита. В амвросианском и беневентанском обрядах интроит называется ingressa. В мосарабском и ряде орденских обрядов он носит название officium или praelegendum.

## История
Возникновение интроита в западном богослужении относится к V веку. Первоначально он включал в себя антифон и псалом (все псалмовые стихи), который попеременно исполняли два хора (то есть антифонно), а в завершение интроита оба хора повторяли антифон. С эпохи Средневековья вплоть до Второго Ватиканского собора интроит состоял из антифона, одного псалмового стиха (как и все псалмы, с обязательной малой доксологией в конце) и репризы антифона.
После литургической реформы Второго Ватиканского собора из интроита было исключено обязательное исполнение псалмового стиха, фактически интроит стал представлять собой антифон в виде песнопения псалмодического, гимнографического или песенного жанра. Существенная часть текстов интроитов заимствована из Библии. Интроит может исполняться певчим, хором или всем собранием верующих. По началу исполняемых в данный день интроитов названо несколько дней литургического года (Gaudete, Laetare).